# Paul Fauchet
Paul Robert Marcel Fauchet (Parijs, 27 juni 1881 – aldaar, 12 november 1937) was een Frans componist, muziekpedagoog, dirigent en organist.

## Levensloop
Fauchet, een zoon van de gelijknamige organist aan de Église Notre-Dame de Versailles studeerde aan het Conservatoire national supérieur de musique te Parijs en behaalde eerste prijzen in de vakken contrapunt en fuga (1904), pianobegeleiding (1911) en harmonieleer. Tot zijn leraren behoorden Alexandre Guilmant, Louis Vierne en Paul Vidal. Fauchet werkte als assistent in de klas van Vidal. Verder was hij "Maître-de-chapelle" aan de Saint Thomas d'Aquin kerk (1890-1896) en organist aan de Saint-Pierre de Chaillo kerk te Parijs. Later was hij ook dirigent van het koor van de Société des Concerts du Conservatoire, van het koor van het Théâtre-Lyrique en van het koor van de Opéra Garnier. 
Vanaf 1927 was hij docent harmonieleer aan het Conservatoire national supérieur de musique. Tot zijn bekendste leerlingen behoren: Jacques de la Presle (1888-1969), Raymond Loucheur (1899-1979), Georges Taconet (1889-1962), José David (1913-1993), Tomojiro Ikenouchi, Marcel Landowski (1915-1999) en Lucien Cailliet.

## Composities

### Werken voor orkest
- Pièce symphoníque, voor orgel en orkest

### Werken voor harmonieorkest
- 1926 Symphonie en si bemol pour orchestre d'harmonie - Symfonie in Bes, voor harmonieorkest
  1. Ouverture: Maestoso - Allegro Deciso
  2. Nocturne: Lento
  3. Scherzo: Vivo, Giocoso, Molto Leggiero
  4. Finale: Allegro Vivace

### Missen en andere kerkmuziek
- Ecce Sacerdos Magnus, voor solisten, gemengd koor en orkest
- Messe solennelle, voor gemengd koor en orkest
- Messe, voor driestemmig gemengd koor en strijkkwartet

### Kamermuziek
- Larghetto, voor cello en orgel

### Werken voor orgel
- Quatre esquisses
  1. Cantilène en sol majeur
  2. Eglogue en sol majeur
  3. Méditation en sol majeur
  4. Scherzetto en sol mineur

## Publicaties
- Cinquante leçons d'harmonie, Parijs: Éditions E. Gaudet
- Quarante leçons d'harmonie, 2 vols, Parijs: Éditions Salabert en Éditions E. Gaudet,